# 有河Book

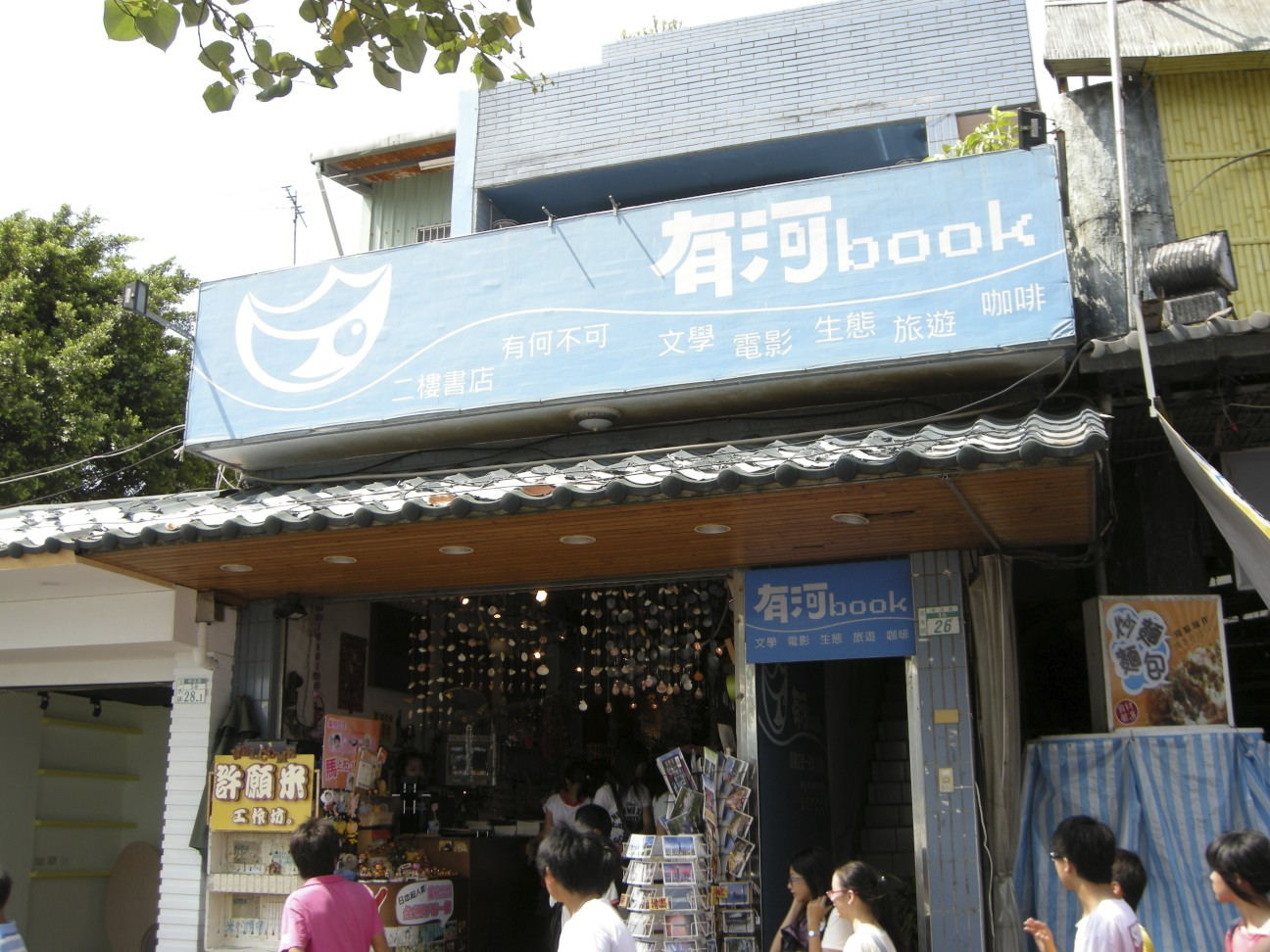
有河book

有河book是位在中華民國新北市淡水區的一家獨立書店，創辦人為隱匿與詹正德（筆名686）兩夫婦。書店自2006年11月創辦，於2017年10月因隱匿舊疾復發，停止營業。有河Book曾被孤獨星球中國版評為台灣最有特色的六家「咖啡店」之一的書店。

## 創立緣起與經營者理念
創辦有河Book的夫婦隱匿與686，兩人原先在廣告行銷業工作，曾在明日報新聞台時期開始網路上書寫出版；2005年，隱匿從原本公司離職，兩人在思索未來發展後決定開設書店，經過多方探詢，最終在淡水河畔定下書店所在。因為書店男主人喜愛電影、女主人則愛詩，再加上淡水的文化生態與流浪貓，形成了有河Book的自有獨立書店風格。686曾形容，有河Book提供了一種「向上運動」的可能，因為「一方面本身店在二樓，一方面是閱讀本來就是提升心靈層次的活動」。
686在2014年對於圖書定價被不斷減低的潮流，認為書店應該可以作為重整出版生產鏈的一個起始點，在2017年更與獨立書店聯盟一起呼籲避免削價競爭、訂定合理書價。隱匿則長期關心動物議題，如街貓與在地應該如何相處，也是捕捉、絕育、釋放（TNR）處理做法的倡議者。書店中對於「只要能夠上到二樓（書店內）來吃飯的」，就會將這隻流浪貓劃入「河貓」的一份子，隱匿會命名與編號，從2006年底第一隻河貓「貓老大」，至2015年至少有115隻的「河貓」。

## 書店特色
有河Book頻繁舉辦各類活動，諸如讀詩會、獨樂樂團表演、電影欣賞會等來建立讀者社群。在書店中也因為對於街貓友善的環境，經常會看到流浪貓在店中歇息。同時因為書店僅臨淡水河出海口，可以遠眺海景。因為上述特色，有河Book曾被孤獨星球中國版評為台灣最有特色的六家「咖啡店」之一的書店，但書店主人隱匿並不喜歡有河被稱作咖啡店。

## 後話
原址於2018年1月頂讓給另一群護理背景的經營者，新店名為「無論如河」，由護理與藝術家聯合成立的書店，並以書店為中心，推廣「居家護理」服務。有河BOOK店主686在2020年8月另覓新址與北投開設「有河書店」，承襲過往人文為主的選書風格，同時舉辦講座並供應簡單飲品。

## 外部連結
有河書店官方FB （页面存档备份，存于）
無論如河官方FB （页面存档备份，存于）